# Miss Alabama USA
Miss Alabama USA est un concours de beauté féminin, destiné aux jeunes femmes âgées de 17 à 26 ans vivant en Alabama, qualificatif pour l’élection de Miss USA.
À ce jour, une seule Miss Alabama USA a remporté le titre de Miss USA : il s’agit de Sylvia Hitchcock, Miss Alabama USA 1967, qui sera également élue Miss Univers 1967. Trois Miss Alabama USA avait précédemment été élues Miss Alabama Teen USA (Miss Alabama USA 1995, 1997 et 2002).

## Lauréates
| Année | Nom                         | Ville d’origine | Âge[A]          | Classement à Miss USA | Récompense spéciale à Miss USA | Notes |
| ----- | --------------------------- | --------------- | --------------- | --------------------- | ------------------------------ | --- |
| 1952  | Doris Edwards               | Gadsden         |                 |                       |                                | |
| 1953  | Doris Edwards               | Birmingham      |                 | 2e dauphine           |                                | |
| 1954  | pas de concours             | pas de concours | pas de concours | pas de concours       | pas de concours                | pas de concours |
| 1955  | pas de concours             | pas de concours | pas de concours | pas de concours       | pas de concours                | pas de concours |
| 1956  | pas de concours             | pas de concours | pas de concours | pas de concours       | pas de concours                | pas de concours |
| 1957  | pas de concours             | pas de concours | pas de concours | pas de concours       | pas de concours                | pas de concours |
| 1958  | Judith Carlson              | Birmingham      |                 | 2e dauphine           |                                | |
| 1959  | Pat Sullivan                | Birmingham      |                 | Top 15                |                                | Candidate au concours Miss Dixie 1960 |
| 1960  | Margaret Gordon             | Homewood        |                 | 2e dauphine           |                                | |
| 1961  | Suellen Robinson            |                 |                 | 4e dauphine           |                                | |
| 1962  | Jerolyn Ridgeway            | Fort Payne      |                 |                       |                                | 1re dauphine de Miss Sun Fun USA 1961 |
| 1963  | Dinah Armstrong             | Montgomery      |                 | Top 15                |                                | |
| 1964  | Pamela Borgfeldt            | Anniston        |                 | Top 15                |                                | |
| 1965  | Leigh Sanford               | Montgomery      |                 | Top 15                |                                | |
| 1966  | Susan Scott                 | Clanton         |                 |                       |                                | |
| 1967  | Sylvia Hitchcock            | Tuscaloosa      | 21 ans          | Miss USA 1967         |                                | Elle sera élue Miss Univers 1967. |
| 1968  | Claudia Robinson            | Mobile          |                 | Top 15                |                                | |
| 1969  | Hitsy Parnell               | Thomasville     |                 | Top 15                |                                | |
| 1970  | Kathy Bryant                | Bay Minette     |                 |                       |                                | |
| 1971  | Renee Smith                 | Mobile          |                 |                       |                                | |
| 1972  | Elaine Barnhill             | Robertsdale     |                 |                       |                                | |
| 1973  | Diane Fouilhe               | Enterprise      | 20 ans          |                       |                                | |
| 1974  | Wyna Lavis                  | Birmingham      |                 |                       |                                | |
| 1975  | Pamela Flowers              | Headland        |                 | 1re dauphine          | Miss Photogenic                | |
| 1976  | Kyle Ellis                  | Decatur         |                 |                       |                                | |
| 1977  | Cheryl Burgess              | Gadsden         | 18 ans          |                       |                                | |
| 1978  | Eva Stancil                 | Birmingham      | 22 ans          |                       |                                | Elle fut arrêtée en 1977 pour possession de cocaïne et de marijuana destinées à la revente. Elle fut destituée de son rôle de capitaine de l’équipe de pom-pom girls des Saints de La Nouvelle-Orléans en 1978 pour ne pas avoir mentionné son arrestation.          |
| 1979  | Rose Burch                  | Mobile          | 19 ans          |                       |                                | |
| 1980  | Pamela Rigas                | Troy            | 22 ans          | 3e dauphine           |                                | Elle avait été élue Miss Junior Ohio 1978. Elle sera également élue Miss Ohio 1983 (en) et 4e dauphine de Miss America 1984. |
| 1981  | JoAnne Henderson            | Tuscaloosa      |                 | Top 12 (6e)           |                                | Demi-finaliste à Miss États-Unis Monde 1980 (en) |
| 1982  | Lisa Wheeler                | Birmingham      |                 |                       |                                | Avait été élue Miss Teen All American 1980. |
| 1983  | Terri Lane                  | Birmingham      |                 |                       |                                | |
| 1984  | Kelly Flowers               | Hueytown        |                 |                       |                                | |
| 1985  | Allison Sawyer              | Birmingham      |                 |                       |                                | |
| 1986  | Heather Howard              | Huntsville      |                 |                       |                                | |
| 1987  | Rhonda Garrett              | Birmingham      |                 |                       |                                | Actuelle directrice des concours Miss Alabama USA et Miss Alabama Teen USA ; ancienne directrice des concours Miss Arkansas USA, Miss Arkansas Teen USA (en), Miss Mississippi USA, et Miss Mississippi Teen USA (en) sous son nom d’épouse, Rhonda Garrett-Gilliam. |
| 1988  | Rhonda Mooney               | Pelham          |                 |                       |                                | |
| 1989  | Sheri Mooney                | Pelham          |                 |                       |                                | |
| 1990  | Natalie Moore               | Hoover          |                 |                       |                                | |
| 1991  | Candy Carley                | Mobile          |                 | Top 11 (8e)           |                                | Peu avant le concours Miss USA, elle s’est fait voler dans sa voiture ses vêtements et sa couronne qu’elle avait achetés en vue du concours. |
| 1992  | Candace Michelle Brown (en) | Auburn          |                 | 1re dauphine          |                                | |
| 1993  | Toni Johnson                | Montgomery      |                 |                       |                                | Première Américaine d’origine africaine à être couronnée Miss Alabama USA. |
| 1994  | Malaea Nelms                | Alexandria      |                 |                       |                                | |
| 1995  | Anna Mingus                 | Enterprise      |                 |                       |                                | Avait été élue Miss Alabama Teen USA 1988 et 4e dauphine de Miss Teen USA 1988. |
| 1996  | Benita Brooks               | Huntsville      | 25 ans          |                       |                                | |
| 1997  | Autumn Smith                | Chelsea         | 22 ans          | Top 10                |                                | Avait été élue Miss Alabama Teen USA 1993. Elle se place 8e au concours Miss USA 1997. |
| 1998  | Paige Brooks (en)           | Mobile          |                 |                       |                                | |
| 1999  | Doree Walker                | Gardendale      |                 |                       |                                | |
| 2000  | Jina Mitchell               | Trussville      | 22 ans          | 2e dauphine           |                                | |
| 2001  | Laura Hoffman               | Birmingham      | 20 ans          |                       |                                | |
| 2002  | Tara Tucker (en)            | Birmingham      | 23 ans          | Top 12 (9e)           |                                | Avait été élue Miss Alabama Teen USA 1997. |
| 2003  | Michelle Arnette            | Dothan          | 25 ans          | 1re dauphine          |                                | |
| 2004  | Tara Darby                  | Birmingham      | 22 ans          | Top 10                |                                | |
| 2005  | Jessica Tinney (en)         | Birmingham      | 21 ans          |                       |                                | Elle était la 1re dauphine de Miss Alabama Teen USA 2002. |
| 2006  | Haleigh Stidham (en)        | Birmingham      | 23 ans          | Top 10 (6e)           |                                | |
| 2007  | Rebecca Moore (en)          | Vestavia Hills  | 19 ans          |                       | Miss Photogenic                | Elle était la 1re dauphine de Miss Alabama Teen USA 2006. |
| 2008  | Keisha Walding              | Dothan          | 24 ans          |                       |                                | |
| 2009  | Rachel Philippona           | Dothan          | 19 ans          |                       |                                | |
| 2010  | Audrey Moore                | Birmingham      | 20 ans          | Top 10 (7e)           | Miss Photogenic                | |
| 2011  | Madeline Mitchell (en)      | Russellville    | 22 ans          | 2e dauphine           |                                | |
| 2012  | Katherine Webb              | Phenix City     | 23 ans          | Top 10 (6e)           |                                | |
| 2013  | Mary-Margaret McCord        | Gadsden         | 23 ans          | 1re dauphine          |                                | |
| 2014  | Jesica Ahlberg              | Birmingham      | 23 ans          | Top 20                |                                | |
| 2015  | Madison Guthrie             | Hoover          | 20 ans          | Top 11                |                                | |
| 2016  | Peyton Brown                | Eufaula         | 21 ans          | Top 5                 |                                | Ancienne Miss Alabama Teen USA 2012 et Top 16 de Miss Teen USA 2012 |
| 2017  | Baylee Smith                | Tuscaloosa      | 19 ans          |                       |                                | |
| 2018  | Hannah Brown                | Northport       | 23 ans          |                       |                                | |
| 2019  | Hannah McMurphy             | Tuscaloosa      | 21 ans          |                       |                                | |
| 2020  | Kelly Hutchinson            | Auburn          | 22 ans          | 4e dauphine           |                                | |
| 2021  | Alexandria Flanigan         | Cullman         | 24 ans          |                       |                                | |
| 2022  | Katelyn Vinson              | Dothan          | 22 ans          |                       |                                | |
| 2023  | Sophie Burzynski            | Auburn          | 22 ans          | Top 20                |                                | |
| 2024  | Diane Westhoven             | Birmingham      | 21 ans          |                       |                                | |

A.  Âge de la candidate au moment de l’élection.

### Galerie

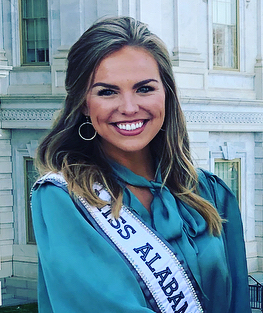
Hannah Brown, Miss Alabama USA 2018.
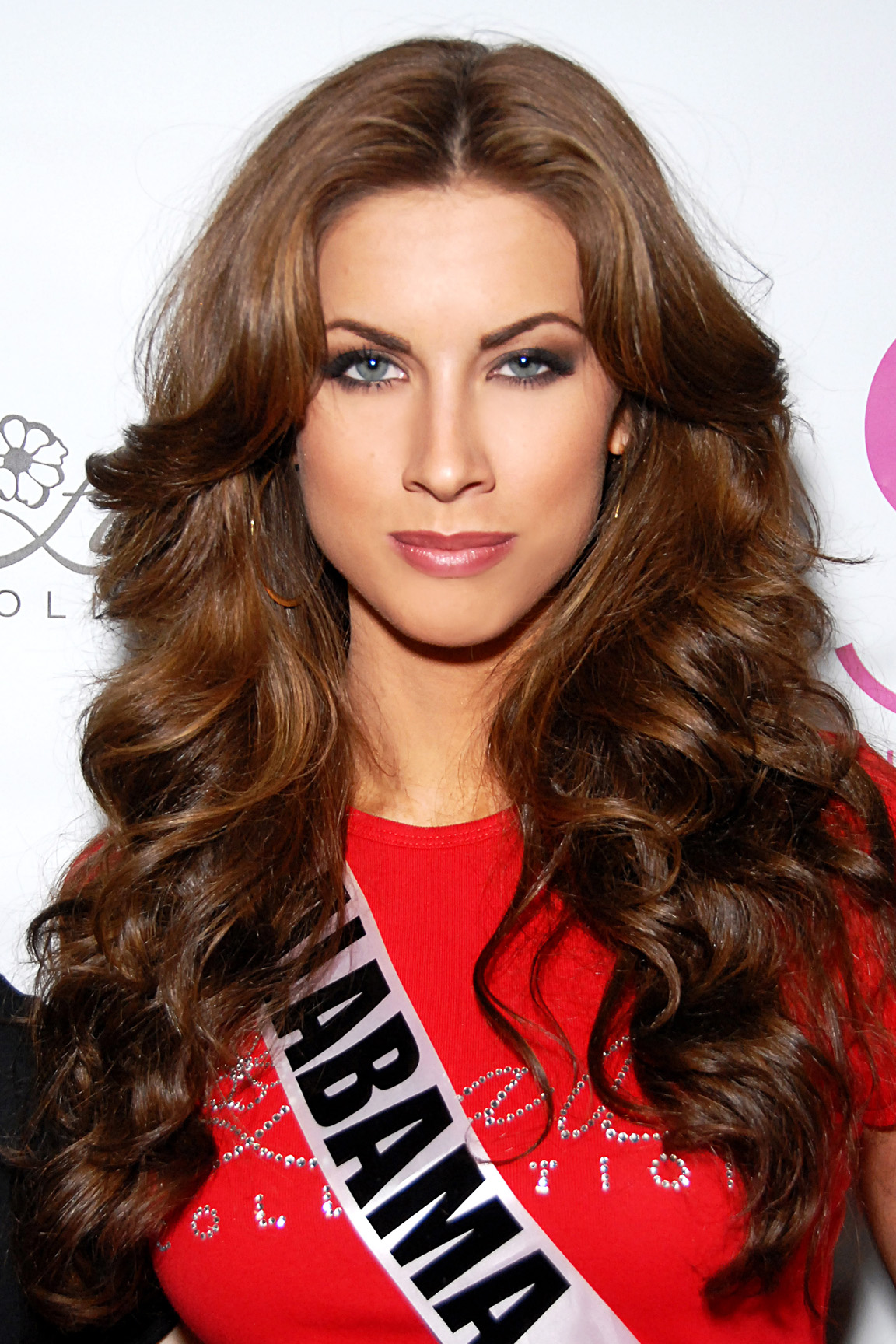
Katherine Webb, Miss Alabama USA 2012.
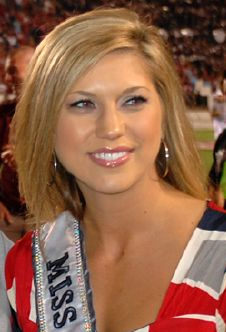
Keisha Walding, Miss Alabama USA 2008.
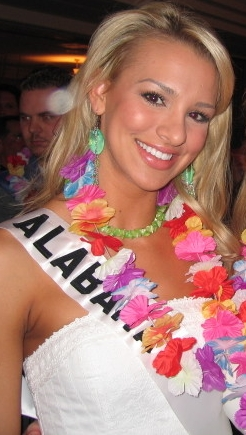
Haleigh Stidman, Miss Alabama USA 2006.
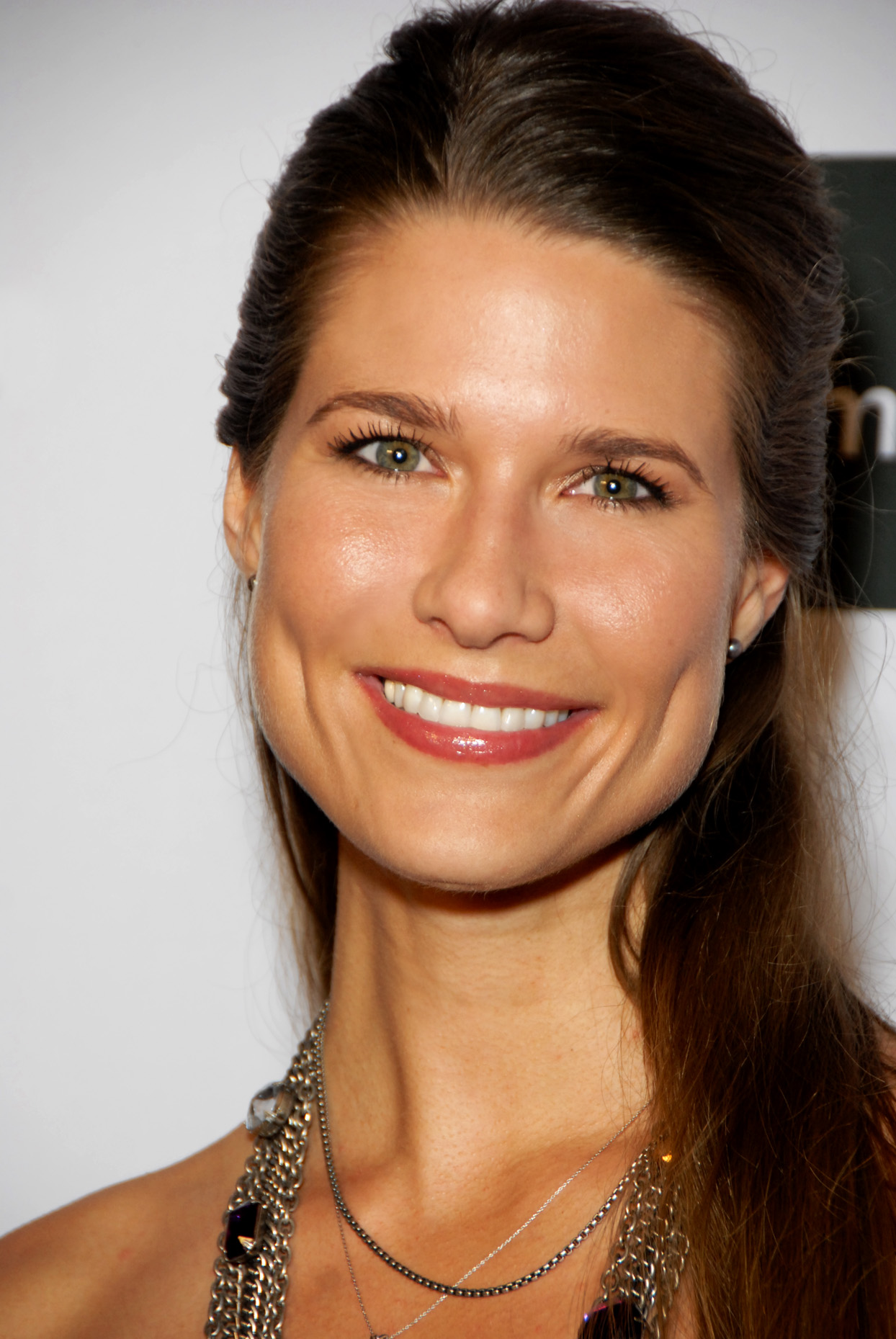
Tara Darby, Miss Alabama USA 2004.
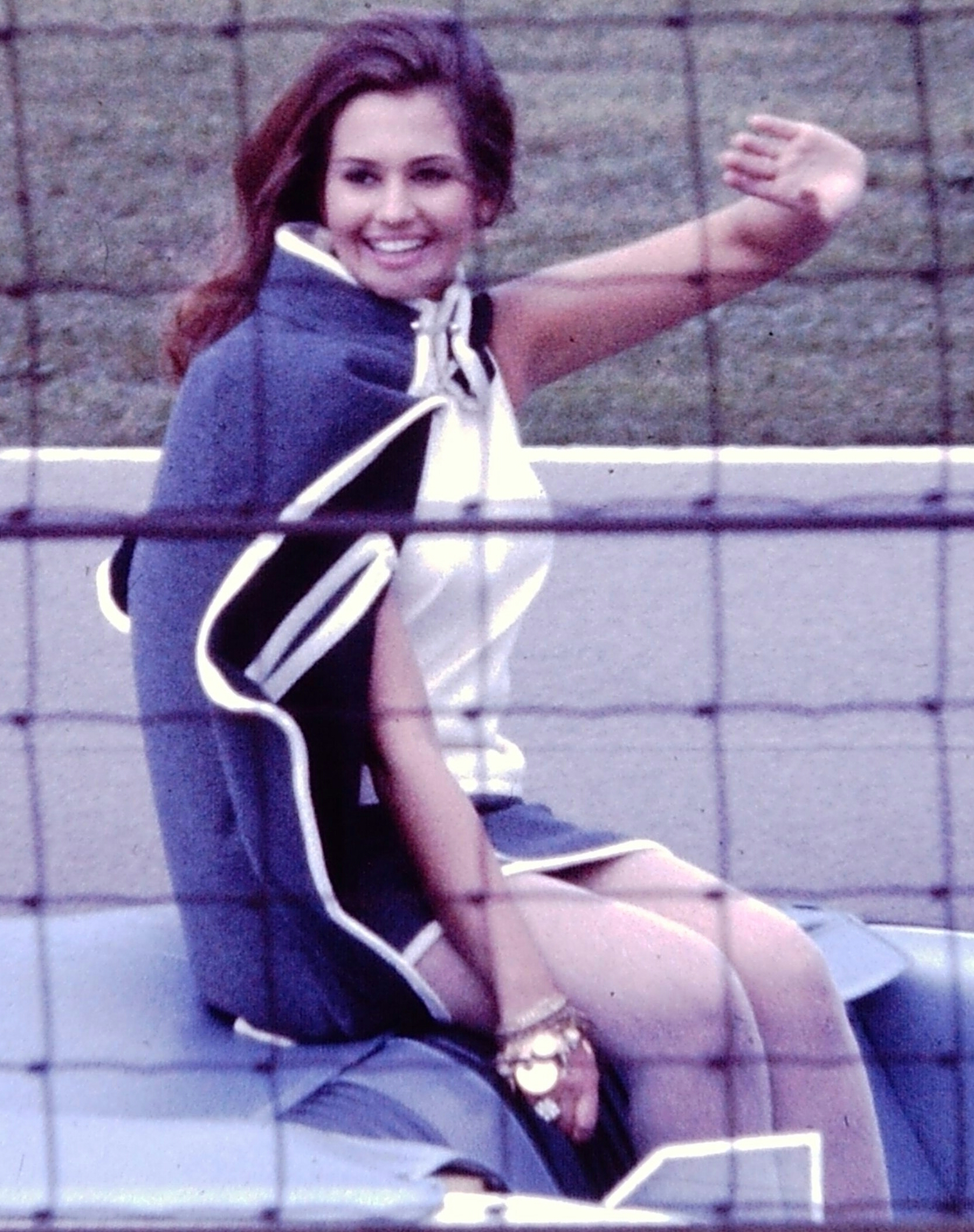
Sylvia Hitchcock, Miss Alabama 1967 et Miss Univers 1967.

## Palmarès à l’élection Miss USA depuis 1952
- Miss USA : 1967
- 1re dauphine : 1975, 1992, 2003, 2013
- 2e dauphine : 1953, 1958, 1960, 2000, 2011
- 3e dauphine : 1980
- 4e dauphine : 1961, 2020
- Top 5 : 2016
- Top 10 : 1997, 2004, 2006, 2010, 2012
- Top 11: 2015
- Top 20 : 2014, 2023
- Classement des états pour les 10 dernières élections :